# Катастрофа Як-40 під Запоріжжям
Катастрофа Як-40 під Запоріжжям — авіаційна катастрофа, що сталася 16 грудня 1976 року в Запорізькій області з літаком Як-40 авіакомпанії «Аерофлот», внаслідок якої загинуло 5 людей.

## Літак
Як-40 з бортовим номером 87638 (заводський — 9141919, серійний — 19-19) був випущений Саратівським авіаційним заводом 20 жовтня 1971 року та переданий Міністерству цивільної авіації, яке до 7 грудня направило його до Запорізького авіазагону Українського управління цивільної авіації. Всього на момент катастрофи авіалайнер мав 5762 години нальоту та 6627 посадок .

## Катастрофа
Літак виконував навчально-тренувальний політ, у ході якого екіпажі зі 100-го льотного загону відпрацьовували дії в окремих випадках польоту. На борту були пілот-інструктор О. Я. Кусий (командир авіаескадрильї), КВСО. О. Щербаков, бортмеханік-інструктор Г. О. Грицаєнко, КВСІ. П. Шелковий та другий пілот В. П. Михайлов, причому два останніх (Шовковий та Михайлов) перебували в пасажирському салоні. О 12:57 екіпаж вилетів із Запорізького аеропорту та набрав висоту, після чого почав виконувати завдання на політ .
Небо над Запоріжжям було затягнуте хмарами заввишки 150 метрів, стояв серпанок, вітру майже не було, видимість становила 1700 метрів, а в хмарах спостерігалося слабке зледеніння. Як-40 летів на висоті 4000-4200 метрів зі швидкістю 360 км/год, коли екіпаж виконав завдання 7а і тепер займав вихідне положення для вправи 7б «Імітація виведення стабілізатора в наборі висоти після зльоту». Так як для виконання цього завдання була потрібна швидкість 200—210 км / год, то протягом 53 секунд поступово режим двигунів був знижений з 95 до 53 %. Швидкість впала до 270 км/год, коли двигуни вийшли режим малого газу. Потім конфігурація авіалайнера була встановлена у вихідне положення для вправи 7б, для чого стабілізатор був переведений на кабрування, а штурвал потягнутий «на себе» (підйом носа). Коли швидкість знизилася до 240 км/год, слід випустити закрилки, але замість них, ймовірно через помилку, було випущено шасі, що значно збільшило аеродинамічний опір і на момент повного випуску шасі швидкість досягла 215 км/год і продовжувала падати. Екіпаж пізно помітив небезпечне зниження швидкості і лише за 175 км/год РУДи були переведені на злітний режим (максимальний). Однак так як турбореактивні двигуни через свою прийомистість переходять з режиму малого газу в злітний не відразу, а протягом 10-12 секунд, то швидкість продовжувала в цей період падати і досягла критичного значення — 162—164 км/год. У цей момент на крилі стався зрив потоку, після чого авіалайнер з різким зростанням крену і тангажу швидко розвернуло вліво, незважаючи на спроби екіпажу вивести його з цього положення (елерони та руль висоти в крайньому правому положенні, руль висоти повністю на кабрування), а потім він увійшов у штопор .
| 13:08:05 | Як-40     | Відмовило управління         |
|          | Диспетчер | Чи не зрозумів, хто доповів? |
| 13:08:11 | Як-40     | Висота 2100, падаю           |
|          | Диспетчер | Який борт?                   |
|          | Як-40     | 750                          |

Через кілька секунд після цього сеансу зв'язку обертовий проти годинникової стрілки Як-40 з вертикальною швидкістю 60 м/с під кутом 25—30° і з лівим креном 6° врізався в землю біля села Казаківське Вільнянського району Запорізької області за півтора кілометри на захід від станції Новогупалівка. за 20 кілометрів на північний захід від Запорізького аеропорту . Від удару кабіну пілотів повністю зруйнувало, фюзеляж розломився навпіл у районі 28-го шпангоуту (у районі крила), а оперення зі стабілізаторами відлетіли на кілька метрів. Усі 5 людей на борту літака загинули .

## Причини
Причиною катастрофи є втрата швидкості літака з наступним звалюванням та переходом у штопор. Імовірними причинами втрати швидкості є:
1. Помилка у техніці пілотування, допущена екіпажем;
2. Пілотування літака за, можливо, завищеними показаннями вимірювач швидкості лівого пілота.

— 